# شهر امیلکو دو بانفیل

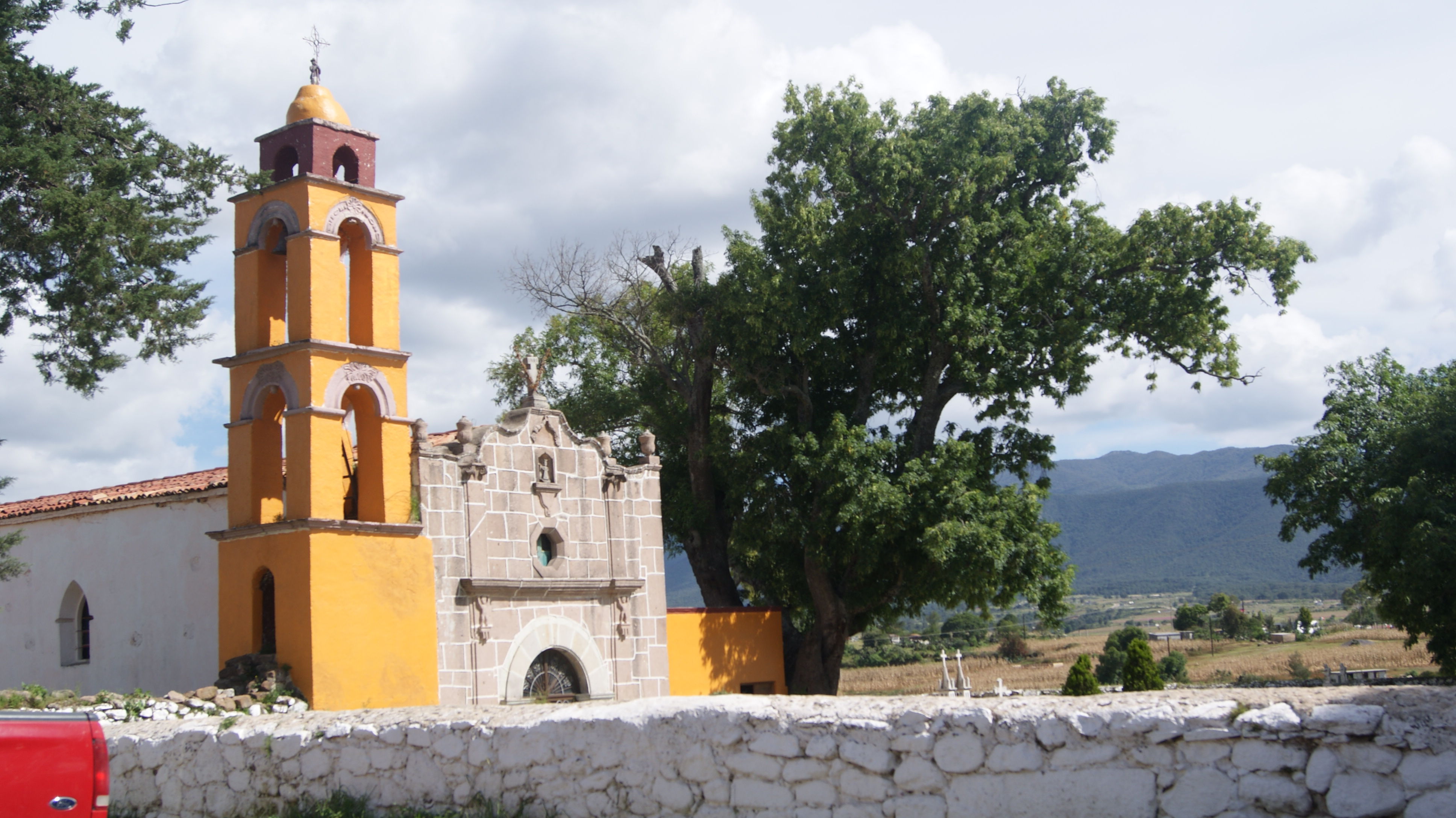
تصویری از شهر امیلکو مکزیک

شهر امیلکو دو بانفیل (به اسپانیایی: Amealco de Bonfil Municipality) یک منطقهٔ مسکونی در مکزیک است که در کرتارو واقع شده‌است.